# Ziembinski
Zbigniew Marian Ziembiński (Wieliczka, 17 de março de 1908 — Rio de Janeiro, 18 de outubro de 1978), mais conhecido apenas como Ziembinski, foi um ator e diretor polonês naturalizado brasileiro.

## Vida e carreira
Desde os doze anos envolvido com o mundo teatral, em 1941, aos 33 anos, deixa a Polônia (ocupada pela Alemanha e União Soviética), quando emigra para o Brasil, desembarcando no Rio de Janeiro em 6 de julho de 1942.
Chamado carinhosamente de Zimba, é considerado um dos fundadores do moderno teatro brasileiro por sua encenação inovadora do texto Vestido de Noiva, em 1943 do dramaturgo Nelson Rodrigues. Com esta montagem e por seu processo de ensaio, introduz-se a noção de diretor no teatro brasileiro, aquele que cria uma encenação, quase como um pintor da cena, substituindo a de ensaiador, aquele que se preocupava apenas em distribuir papéis e ordenar a movimentação em cena.
A direção de  Ziembiński de Vestido de Noiva soube equacionar os vários planos propostos por Nelson Rodrigues, que contrastam entre o imaginário, o sonho e a realidade de forma brilhante, aliada à cenografia de Tomás Santa Rosa, com enorme quantidade de variações de luz - fala-se em 132 diferentes efeitos utilizados na encenação, fato marcante na história do teatro brasileiro da época. Outra novidade introduzida por Zimba foi o extenso processo de ensaios no grupo amador que encenou a peça The Comedians, que consumiu muitos meses. Até aquela peça, o usual no teatro brasileiro era ensaiar um semana e apresentar-se na seguinte, com poucos ensaios e com os atores recebendo apenas as suas falas, método comum no teatro profissional de Procópio Ferreira e de seus contemporâneos.
Antes de chegar ao Brasil, formou-se em letras e cursou a Escola de Arte Dramática do Teatro Municipal de Cracóvia, atuando em mais de vinte papéis entre 1927-1929. Depois desloca-se para Varsóvia onde trabalha como diretor e ator no "Teatr Polski" (Teatro Polaco) e "Teatr Mały" (Teatro Pequeno). Em 1931, já em Łódź atua e dirige algumas peças no Teatro Municipal e no Teatro de Câmara. Em 1933 retorna a Varsóvia, onde trabalha intensamente até o início da Segunda Guerra Mundial.  O repertório das peças dirigidas por Ziembinski na Polônia foi majoritariamente de textos de autores poloneses, o inverso do que fará no Brasil, procurando encenar autores de muita importância na dramaturgia universal.
Este fato pode ser acompanhado pelos espetáculos que se seguiram a Vestido de Noiva: em 1943, Pelleas e Melisande de Maeterlinck com a mesma companhia, e Anjo Negro, retornando a Nélson Rodrigues, em 1948, com o Teatro Popular de Arte (TPA), onde Ziembinski retoma o estilo expressionista introduzido em sua primeira peça brasileira. Se este texto de Nelson Rodrigues expõe acidamente a questão do racismo, Ziembinski irá sobrepor efeitos que engrossarão o caldo da polêmica e do escândalo. No mesmo ano e na mesma companhia, dirige e protagoniza Woyzeck, de Georg Büchner.
Antes de se mudar para São Paulo, convidado a participar do Teatro Brasileiro de Comédia, Ziembinski dirige em Recife o simbólico Nossa Cidade, de Thornton Wilder (1949), Pais e Filhos, de Ivan Turgueniev, e Esquina Perigosa, de J. B. Priestley, no Teatro de Amadores de Pernambuco TAP. Outra incursão, agora no Teatro Universitário de Pernambuco (TUP), será Além do Horizonte, de Eugene O'Neill, e Fim de Jornada, de Robert Sheriff.
Em 1950 além de trabalhar no Teatro Brasileiro de Comédia (TBC) de Franco Zampari, fez vários trabalhos com Cacilda Becker e também leciona arte dramática na então Escola de Arte Dramática (EAD), de Alfredo Mesquita, entre 1951 e 1957. 
No cinema participa do filme Tico-tico no Fubá, com Anselmo Duarte e Tônia Carrero e A Madona de Cedro. Tendo participado em mais de cem espetáculos em solo brasileiro e trabalhado com importantes atores como Cacilda Becker, Walmor Chagas, Cleyde Yáconis, Nicette Bruno, Paulo Goulart, Fernando Torres, marcou uma geração inteira de artistas, ao mesmo tempo que trouxe a cena uma quantidade importantes de importantes dramaturgos da cena internacional.
Já nos anos setenta será contratado pela Rede Globo onde coordenou diversos núcleos de produção, especialmente o Departamento de Casos Especiais.
Foram 50 anos de teatro, 35 deles no Brasil, dirigindo 94 peças. Também foi pintor e fotógrafo até 1978. Morreu aos 70 anos. Para o crítico Sábato Magaldi Ziembiński foi "um monstro do teatro, figura extraordinária que pairou sobre a beleza do Rio de Janeiro".

## Morte
Em novembro de 1977, Ziembinski foi internado para a retirada de um tumor intestinal. Um mês antes de falecer, foi internado com problemas renais, mas os médicos lhe deram alta sem operá-lo. Sob cuidados médicos, passou os últimos trinta dias em seu apartamento, na Rua Leocádia no bairro de Copacabana, onde seu organismo sucumbiu a uma crise final de uremia. Seu corpo foi velado no Theatro Municipal do Rio de Janeiro e posteriormente sepultado no Cemitério de São João Batista, Rio de Janeiro. 

## Trabalhos em Teatro[1]
- A Verdade de Cada Um (1940)
- À Beira da Estrada (1941)
- Orfeu (1942)
- As Preciosas Ridículas (1942)
- Fim de Jornada (1943)
- Pelleas e Melisanda (1943)
- Vestido de Noiva (1943, 1945, 1947)
- A Família Barrett (1945)
- Era uma Vez um Preso (1946-1947)
- Desejo (1946)
- A Rainha Morta (1946)
- Terras do Sem Fim (1947)
- Não Sou Eu (1947)
- Vestir os Nus (1948)
- Anjo Negro (1948)
- Medeia (1948)
- Uma Rua chamada Pecado (1948)
- Lua de Sangue (1948)
- Os Homens (1948)
- Revolta em Recife (1948)
- Estrada do Tabaco (1949)
- Nossa Cidade (1949)
- Pais e Filhos (1949)
- Além do Horizonte (1949)
- Esquina Perigosa (1949)
- Fim de Jornada (1949)
- Em Viagem (1949)
- Fausto (1949)
- Assim Falou Freud (1950)
- Dorotéia (1950)
- Amanhã, Se Não Chover (1950)
- Adolescência (1950)
- Helena Fechou a Porta (1950)
- O Cavalheiro da Lua (1950)
- A Endemoniada (1950)
- O Homem de Flor na Boca (1950)
- O Banquete (1950)
- Lembranças de Berta (1950)
- Do Mundo Nada Se Leva (1950)
- Pega-fogo (1950)
- Rachel (1950)
- Paiol Velho (1951)
- Convite ao Baile (1951)
- O Grilo da Lareira (1951)
- Arsênico e Alfazema (1951)
- Ralé (1951)
- Harvey (1951)
- Antígona (1951)
- Vá com Deus (1952)
- Divórcio para Três (1953)
- Na Terra como no Céu (1953)
- Se Eu Quisesse (1953)
- Desejo (1953)
- Mortos sem Sepultura (1954)
- Um Dia Feliz (1954)
- Um Pedido de Casamento (1954)
- ...E o Noroeste Soprou (1954)
- Negócios de Estado (1954)
- Cândida (1954)
- Volpone (1955)
- Maria Stuart (1955-1959)
- Os Filhos de Eduardo (1955)
- Divórcio para Três (1956)
- Manouche (1956)
- Gata em Teto de Zinco Quente (1956)
- As Provas de Amor (1957)
- A Rainha e os Rebeldes (1957)
- Leonor de Mendonça (1957)
- Adorável Júlia (1957)
- O santo e a porca (1958, 1960)
- Jornada de um longo dia para dentro da noite (1958)
- O Protocolo (1958)
- Pega Fogo (1958)
- Santa Martha Fabril S / A (1958-1959)
- Os Perigos da Pureza (1959)
- Gente como a Gente (1959)
- Desejo (1959)
- As Três Irmãs (1960)
- Carrossel do Casamento (1960)
- Exercício para Cinco Dedos (1960)
- Sangue no Domingo (1960)
- Boca de Ouro (1960, 1963)
- Don João Tenório (1960)
- Os Espectros (1961)
- Círculo Vicioso (1961)
- Zefa entre os Homens (1962)
- Paixão da Terra (1962)
- César e Cleópatra (1963)
- Vereda da Salvação (1964)
- Descalços no Parque (1964)
- A Perda Irreparável (1965)
- Toda Nudez Será Castigada (1965, 1967)
- Os Físicos (1966)
- Orquídeas Para Cláudia (1966)
- O Santo Inquérito (1966)
- A Volta do Lar (1967-1968)
- A Mulher sem Pecado (1969)
- O Marido de Conceição Saldanha (1969)
- Os Gigantes da Montanha (1969)
- A Celestina (1969)
- Henrique IV (1970)
- Vivendo em Cima da Árvore (1971)
- Dom Casmurro (1972)
- Check-up (1976)
- Vestido de Noiva (1976)
- Quarteto (1976)

## Filmografia

### Cinema
| Ano  | Título                     | Personagem        |
| ---- | -------------------------- | ----------------- |
| 1928 | Huragan                    | —                 |
| 1931 | Uwiedziona                 | Jornalista        |
| 1934 | Córka generala Pankratowa  | Revolucionário    |
| 1938 | Profesor Wilczur           | Médico            |
| 1938 | Granica                    | Awaczewicz        |
| 1939 | Wlóczegi                   | Mecenas           |
| 1943 | Samba em Berlim            | Diretor do teatro |
| 1944 | O Brasileiro João de Souza | Otto von Bock     |
| 1945 | Não Adianta Chorar         | —                 |
| 1949 | Terra Violenta             | —                 |
| 1952 | Tico-tico no Fubá          | Dono do Circo     |
| 1952 | Veneno                     | Delegado          |
| 1952 | Apassionata                | Walter Hauser     |
| 1954 | É Proibido Beijar          | Steve             |
| 1965 | Crônica da Cidade Amada    | —                 |
| 1968 | A Madona de Cedro          | Dr. Vilanova      |
| 1968 | Edu, Coração de Ouro       | Homem apressado   |
| 1969 | Brasil Ano 2000            | General           |
| 1970 | É Simonal                  | Mestieroff        |
| 1973 | O Descarte                 | Victório Lipp     |
| 1975 | O Caçador de Fantasma      | Fantasma          |
| 1976 | O Homem de Papel           | Rivoni            |
| 1977 | O Velho Gregório           | Gregório          |

### Na Televisão
| Ano  | Título                               | Personagem             | Notas                                      |
| ---- | ------------------------------------ | ---------------------- | ------------------------------------------ |
| 1959 | Grande Teatro Tupi                   | —                      | Episódio: "O Chapéu Cheio de Chuva"        |
| 1966 | Eu Compro Esta Mulher                | Dom Rodrigo            |                                            |
| 1966 | O Rei dos Ciganos                    | Steiner                |                                            |
| 1967 | A Rainha Louca                       | Coronel Pablo Gianico  |                                            |
| 1968 | Ricardinho: Sou Criança, Quero Viver | —                      |                                            |
| 1969 | João Juca Jr.                        | Bóris                  |                                            |
| 1971 | Bandeira 2                           | Irmão Ludovico         |                                            |
| 1972 | O Bofe                               | Stanislawa Grotowiska  |                                            |
| 1973 | Cavalo de Aço                        | Max                    |                                            |
| 1973 | O Semideus                           | Padre Pavel Miodek     |                                            |
| 1973 | Caso Especial                        | Ferreiro               | Episódio: "As Algemas, a Pedra e o Punhal" |
| 1973 | Caso Especial                        | Akaki                  | Episódio: "O Capote"                       |
| 1974 | O Rebu                               | Conrad Mahler          |                                            |
| 1974 | Caso Especial                        | Seu Antônio            | Episódio: "A Feiticeira"                   |
| 1975 | O Grito                              | Professor de filosofia |                                            |
| 1976 | Saramandaia                          | Monsenhor Dagoberto    | [ 11 ]                                     |
| 1977 | Caso Especial                        | Joaquim Prestes        | Episódio: "O Poço"                         |